# Scosthrop
Scosthrop est une paroisse civile du Yorkshire du Nord, en Angleterre.